# هنیی (دهانه)
هنیی یک دهانه برخوردی در ماه‌ است.

## دهانه‌های اقماری
این دهانه ۲ دهانه اقماری دارد.
| Henyey | عرض جغرافیایی | طول جغرافیایی | قطر          |
| ------ | ------------- | ------------- | ------------ |
| U      | ۱۴.۲° N       | ۱۵۳.۰° W      | ۴۵.۰ کیلومتر |
| V      | ۱۴.۷° N       | ۱۵۳.۹° W      | ۲۶.۰ کیلومتر |